# Gualaceo (kanton)
Gualaceo – kanton w Ekwadorze, w prowincji Azuay. Stolicą kantonu jest Gualaceo.